# IFK Helsingborg
Idrætsforeningen Kammeraterne (IFK) Helsingborg eller Helsingborg-Kammeraterne er en idrætsklub i Helsingborg, stiftet i 1896. Klubben har omfattet flere sportsgrene, men i dag er fokus på atletik, skiløb, tennis, bowling, kunstskøjteløb, volleyball og triatlon. 
I 1930'erne spillede fodboldholdet i anden række (nu Superettan). Som bedst nåede de andenpladsen, kun tre point efter Landscrone Bois, der rykkede op i bedste række Allsvenskan. I sæsonen 1935/36 blev ærkerivalerne Helsingborg IF - kun to år før svenske mestre - besejret med 4-0 i Helsingborg-derbyet på Olympia.  Fodbolddragten var kornblå skjorter og blå bukser. 